# Comuna Cătina, Cluj
Cătina (în maghiară Katona) este o comună în județul Cluj, Transilvania, România, formată din satele Cătina (reședința), Copru, Feldioara, Hagău, Hodaie și Valea Caldă.

## Istoric
Existența comunei Cătina este atestată încă din neolitic prin diversele elemente de cultură materială descoperite prin lucrări agricole sau prin eroziunea apelor. Materialele descoperite au fost supuse unor analize științifice și drept urmare au primit girul autorității specialiștilor de la Muzeul Național de Istorie a Transilvaniei din Cluj-Napoca.
Important de precizat este faptul că în localitatea Feldioara au fost descoperite fără cercetări materiale și obiecte ce aparțin neoliticului (ac de os, fragmente de vas, topoare de piatră), epocii bronzului (fragmente ceramice din bronz aparținând culturii Sighișoara-Witenberg), perioadei dacice (daltă de bronz) sau perioadei romane (două monede romane din timpul împăratului Hadrian 117-138 d.C.). Câteva din locurile unde au fost descoperite urme arheologice din neolitic și epoca bronzului sunt "Dealul cu Șea" și "Piscu Lung" (Feldioara), "Groapa Căstăilor" și "La Ciurgău" (Cătina).
O altă zestre arheologică a satului Feldioara este alcătuită din numeroase urme vizibile ale unei cetăți de pământ și lemn, despre care se spune că a fost construită înaintea venirii maghiarilor în Transilvania.
Referitor la vechimea documentară, localitatea Cătina (reședința de comună) și localitatea Feldioara au fost atestate documentar în anul 1327. Doi ani mai târziu, în 1329, a fost atestată documentar localitatea Copru, iar în 1956 localitățile Hagău, Hodaie și Valea Caldă au fost recunoscute documentar, până atunci fiind considerate cătune aparținătoare localității Cătina.
Înainte de 1600, pe vatra satului Cătina a existat o mănăstire benedictină, o biserică și un cimitir.

### Tribunul Vasile Turc
Vasile Turc a fost preot greco-catolic în Cătina – revoluționar, tribun al Câmpiei în timpul Revoluției de la 1848 din Transilvania.
În anul 1848, anul mișcărilor revoluționare și a războiului civil în Transilvania, Karacsay Sándor – fiul grofului Karacsay Sándor din Aruncuta, comandant al Gărzilor Naționale ale comitatului Cluj – a primit în data de 28 octombrie dispoziție de la comisarul regal Miklos Vay să-l aresteze pe Vasile Turc, "care ar fi fost răspunzător pentru prinderea și chinuirea maghiarilor din Câmpie". Urmare a acestei dispoziții, Sándor Karacsay – fiul, în dimineața zilei de 30 octombrie 1848, trimite în Cătina un detașament de honvezi și călăreți aflați sub comanda căpitanului Bitó, preotul Vasile Turc fiind capturat și supus judecății statariale, respectiv executat prin spânzurare în dimineața zilei de 3 noiembrie 1848.

## Date geografice
Comuna este situată în Câmpia Fizeșului, pe cursul superior al râului Fizeș, în partea estică a județului Cluj, la granița cu județul Bistrița-Năsăud spre est și sud-est. Se învecinează la nord cu comuna Buza, la vest cu comuna Geaca, iar în partea de sud-vest cu comuna Cămărașu, toate cele trei comune fiind situate în județul Cluj.
Comuna se află la 60 km de Cluj și 35 km sud-est de Gherla, legătura cu cele două orașe realizându-se pe direcția nord-vest - sud-est de drumul județean 109C Gherla-Cămărașu-Mociu-Cluj. Drumul comunal DC 18 face legătura între comuna Cătina și comuna Buza din județul Cluj.
Comuna Cătina cuprinde șase localități: reședința de comună, Cătina și localitățile componente Copru, Feldioara, Hagău, Hodaie și Valea Caldă

### Relief
Relieful comunei este tipic Câmpiei Transilvaniei, fiind o îmbinare ondulatorie de dealuri și depresiuni largi, ușor înclinate dinspre hotarele de margine ale comunei spre lacul Cătina.
O caracteristică a reliefului local este forma de amfiteatru natural ale cărui margini sunt o cunună de dealuri mai înalte, care înconjoară spațiul geografic comunal și separă prin culmile lor hotarele Cătinei de celelalte comune învecinate Buza și Cămărașu.
Dealurile - cu altitudine cuprinsă între 300 și 550 m - și depresiunile au fost modelate prin eroziunea precipitațiilor și a apelor curgătoare, în erele geologice în roci moi, argile, marne și nisipuri.
Spațiul geografic al comunei Cătina este străbătut de o modestă rețea hidrografică formată din pâraie, văi și Lacul Cătina.

### Clima
Valorile climatice în zonă, sunt specifice Podișului Transilvaniei și respectiv Câmpiei Transilvaniei, temperatura medie anuală fiind de +8,2 grade Celsius. Caracteristic acestei zone sunt vânturile de vest, solurile cernoziom levigat, solurile brune de pădure și solurile brune de fânațe.

### Vegetația
Condițiile de relief, sol și climă au determinat o vegetație specifică de silvostepă reprezentată de vegetație de lac și teren mlăștinos (papură, stuf, pipirig, stânjeni de baltă), vegetație de pășune și fâneață pe dealuri și vegetație de pădure (stejar, gorun, salcâm, arbuști etc.). Pădurile ocupă 346 ha, iar fondul cinegetic este bogat (căprioare, mistreț, vulpi, iepuri, etc).

## Demografie
Componența etnică a comunei Cătina
     Români (74,92%)
     Maghiari (16,27%)
     Romi (4,4%)
     Alte etnii (0%)
     Necunoscută (4,4%)
Componența confesională a comunei Cătina
     Ortodocși (70,45%)
     Reformați (11,81%)
     Romano-catolici (8,36%)
     Greco-catolici (3,32%)
     Penticostali (1,15%)
     Alte religii (0,26%)
     Necunoscută (4,66%)
Conform recensământului efectuat în 2021, populația comunei Cătina se ridică la 1.567 de locuitori, în scădere față de recensământul anterior din 2011, când fuseseră înregistrați 1.993 de locuitori. Majoritatea locuitorilor sunt români (74,92%), cu minorități de maghiari (16,27%) și romi (4,4%), iar pentru 4,4% nu se cunoaște apartenența etnică. Din punct de vedere confesional, majoritatea locuitorilor sunt ortodocși (70,45%), cu minorități de reformați (11,81%), romano-catolici (8,36%), greco-catolici (3,32%) și penticostali (1,15%), iar pentru 4,66% nu se cunoaște apartenența confesională.

## Politică și administrație
Comuna Cătina este administrată de un primar și un consiliu local compus din 11 consilieri. Primarul, Florin-Călin Borbely[*], de la Partidul Național Liberal, este în funcție din octombrie 2020. Începând cu alegerile locale din 2024, consiliul local are următoarea componență pe partide politice:
|  | Partid                                 | Consilieri | Componența Consiliului | Componența Consiliului | Componența Consiliului | Componența Consiliului | Componența Consiliului |
|  | -------------------------------------- | ---------- | ---------------------- | ---------------------- | ---------------------- | ---------------------- | ---------------------- |
|  | Partidul Național Liberal              | 5          |                        |                        |                        |                        |                        |
|  | Uniunea Democrată Maghiară din România | 2          |                        |                        |                        |                        |                        |
|  | Partidul Social Democrat               | 2          |                        |                        |                        |                        |                        |
|  | Partidul Mișcarea Populară             | 2          |                        |                        |                        |                        |                        |

### Evoluție istorică

#### Structura etnică și confesională
Ca structură, populația este alcătuită din români (76,14%), maghiari (20,46%) și rromi (3,4%), iar din punct de vedere al confesiunii ortodocșii dețin ponderea cea mai mare (69,2%) urmați de reformați (13,8%) și romano-catolici (7,8%). Deși populația comunei este diversificată, atât din punct de vedere etnic cât și confesional, nu s-au semnalat conflicte interetnice sau interreligioase. De-a lungul timpului populația comunei a evoluat astfel:
Cătina, Cluj - evoluția demografică

|  | Graficele sunt indisponibile din cauza unor probleme tehnice. Mai multe informații se găsesc la Phabricator și la wiki-ul MediaWiki. |

Date: Recensăminte sau birourile de statistică - grafică realizată de Wikipedia

## Lăcașuri de cult
- Biserica Romano-Catolică, din 1806.
- Biserica din secolele XV-XVI din Feldioara.
- Biserica greco-catolică (folosită din anul 1948 de comunitatea ortodoxă)

## Obiective turistice
- Cetatea Feldioara
- Biserica romano-catolică din Cătina
- Biserica reformată din Feldioara
- Lacul Cătina
- Pajiștile Sărmășel - Milaș - Urmeniș (sit de importanță comunitară inclus în rețeaua europeană Natura 2000 în România).

## Personalități
- Vasile Turc, preot greco-catolic în Cătina – revoluționar, Tribun al Câmpiei în timpul Revoluției de la 1848 din Transilvania.
- Jenő Barcsay (1900-1988), pictor maghiar născut în Cătina.

## Imagini

Comuna Cătina și satele componente
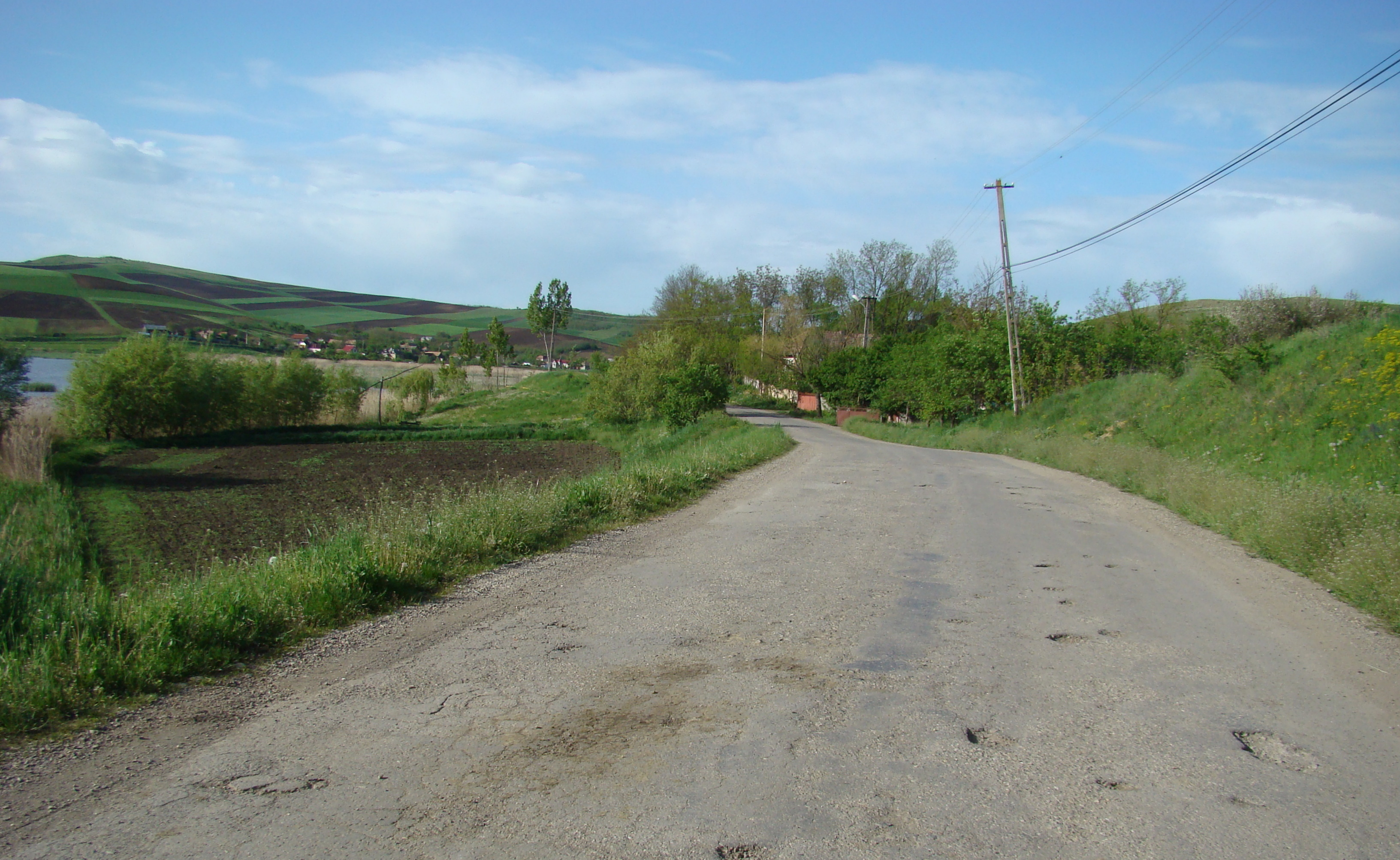
Drumul Geaca-Cătina
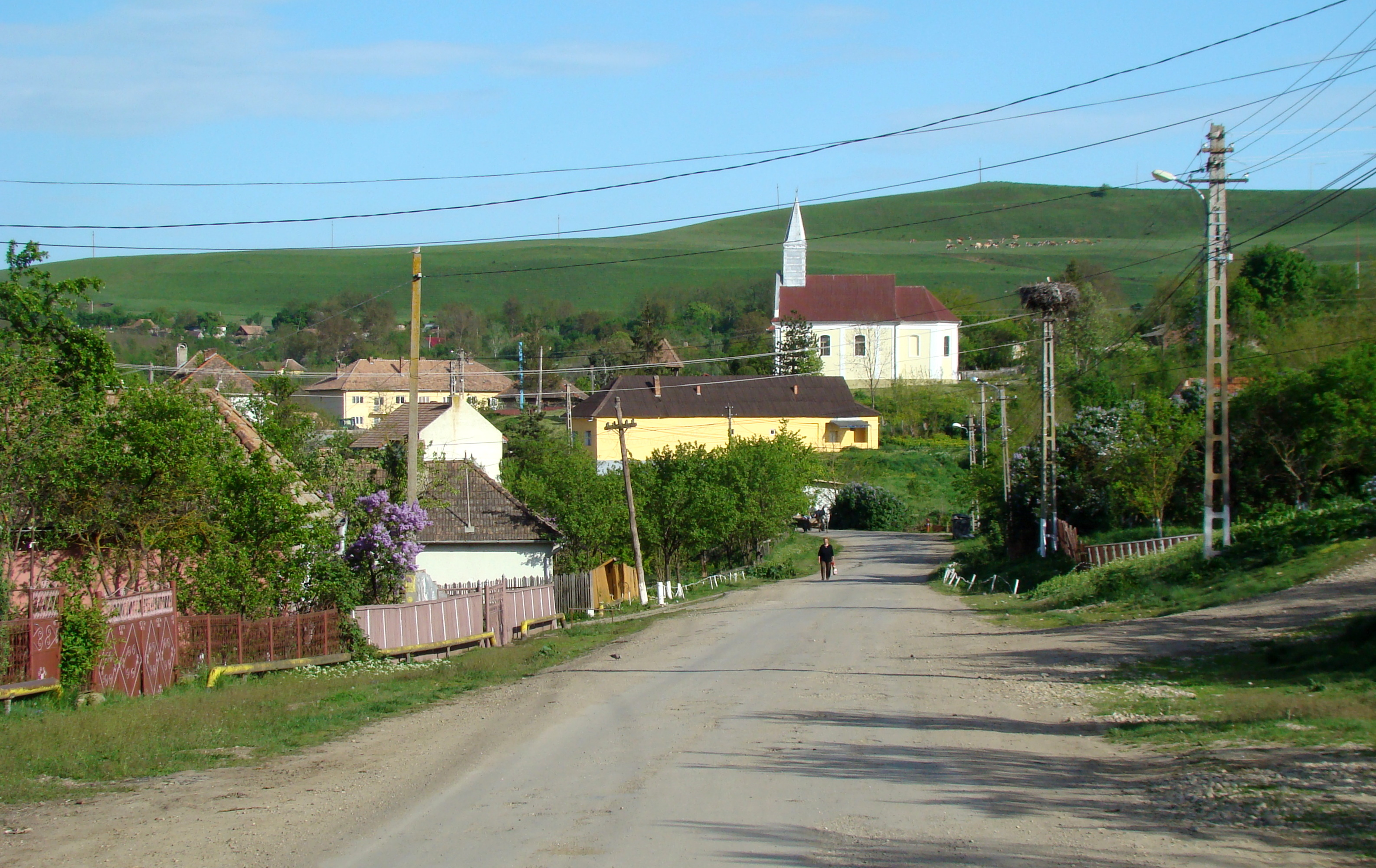
Cătina
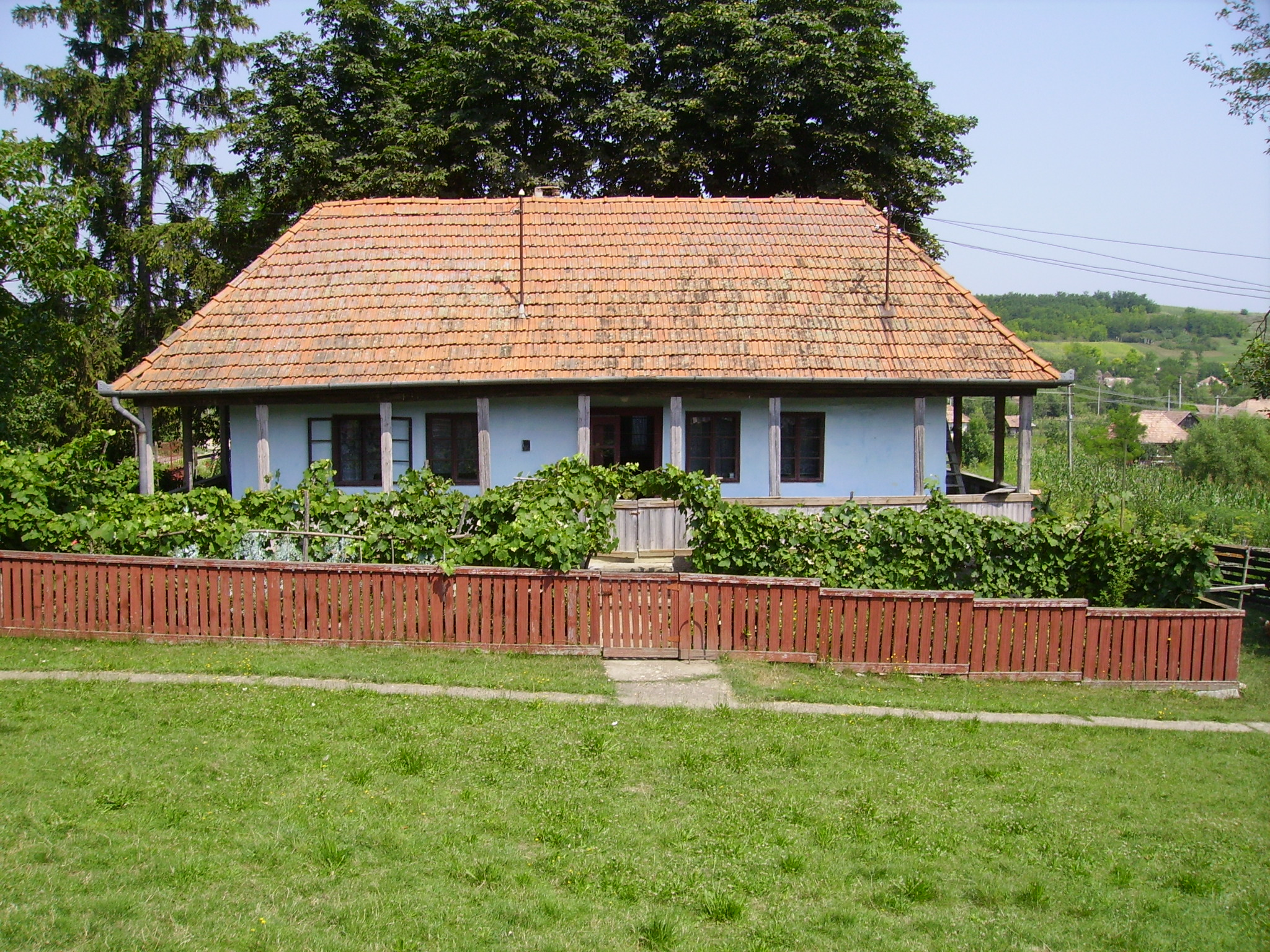
Cătina (casă țărănească)
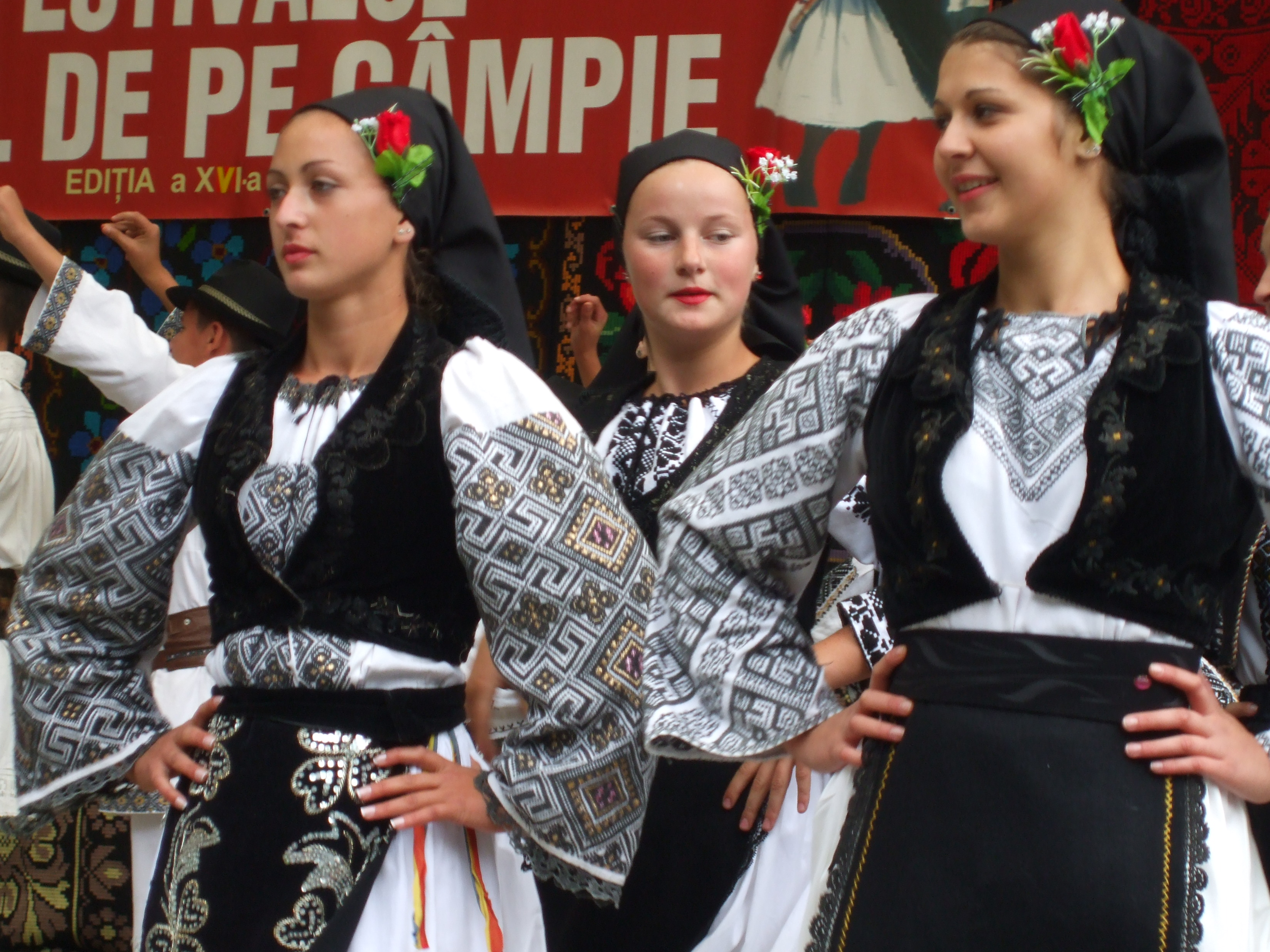
Costume populare din Cătina
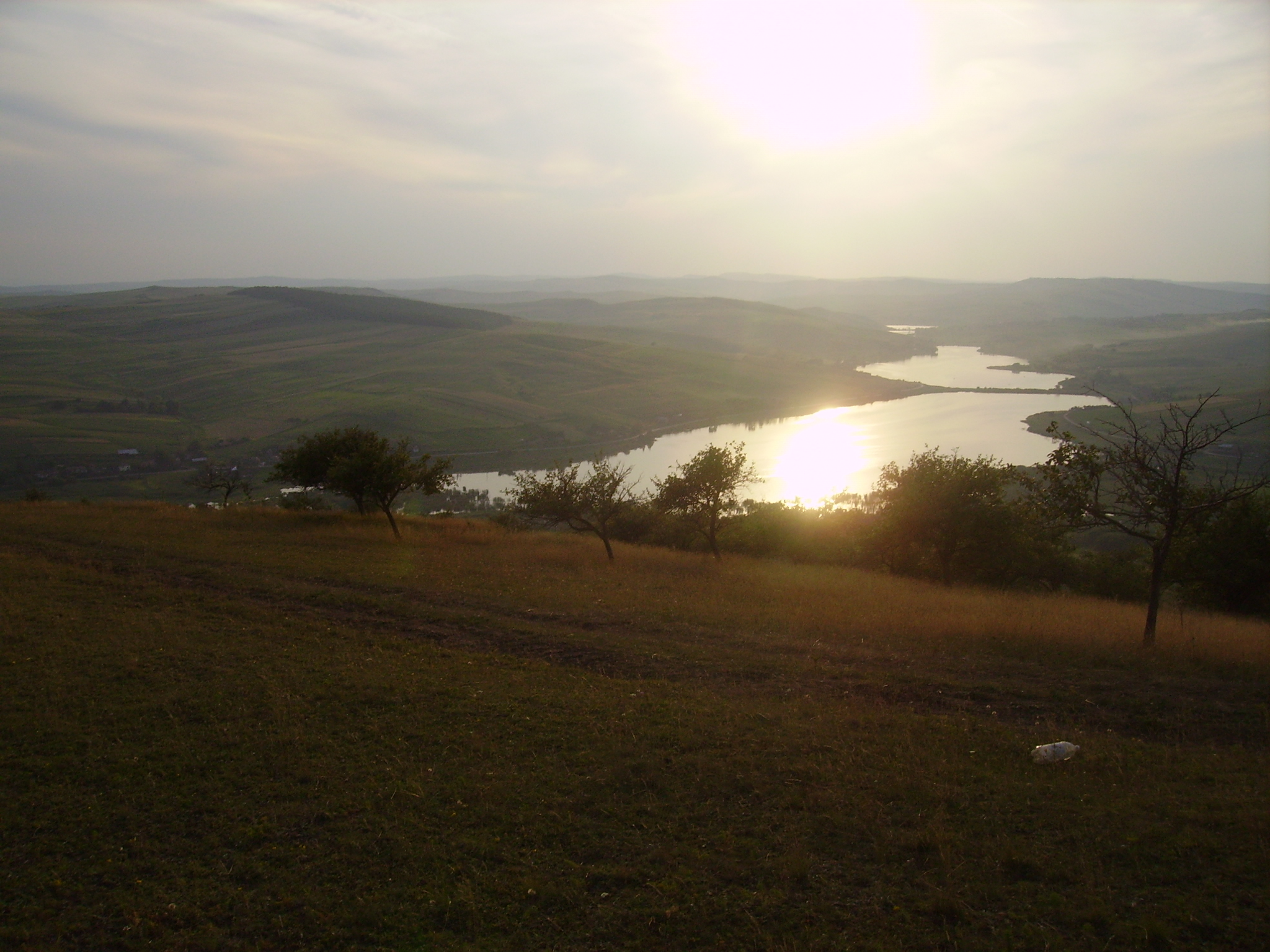
Lacul Cătina
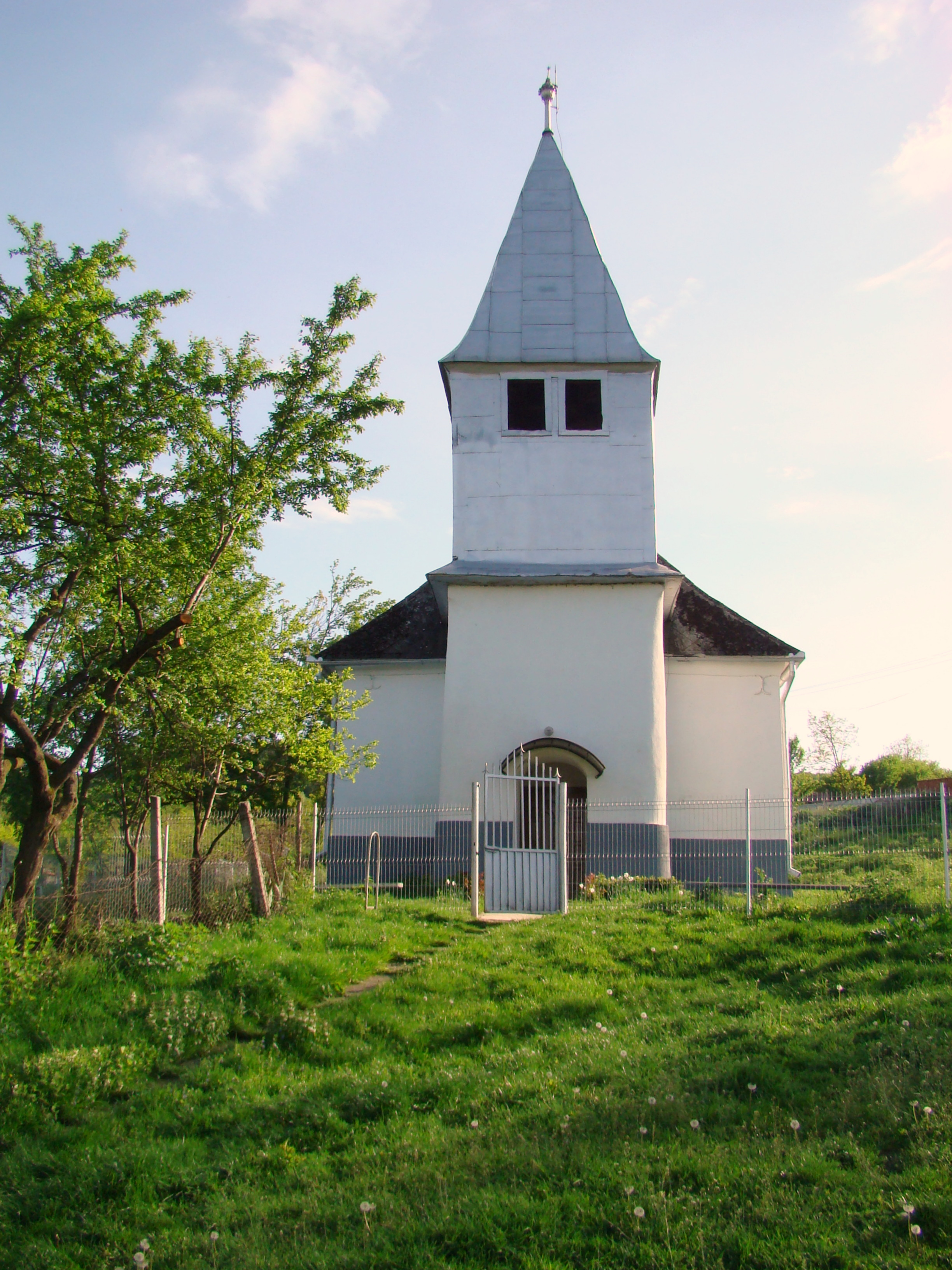
Biserica reformată
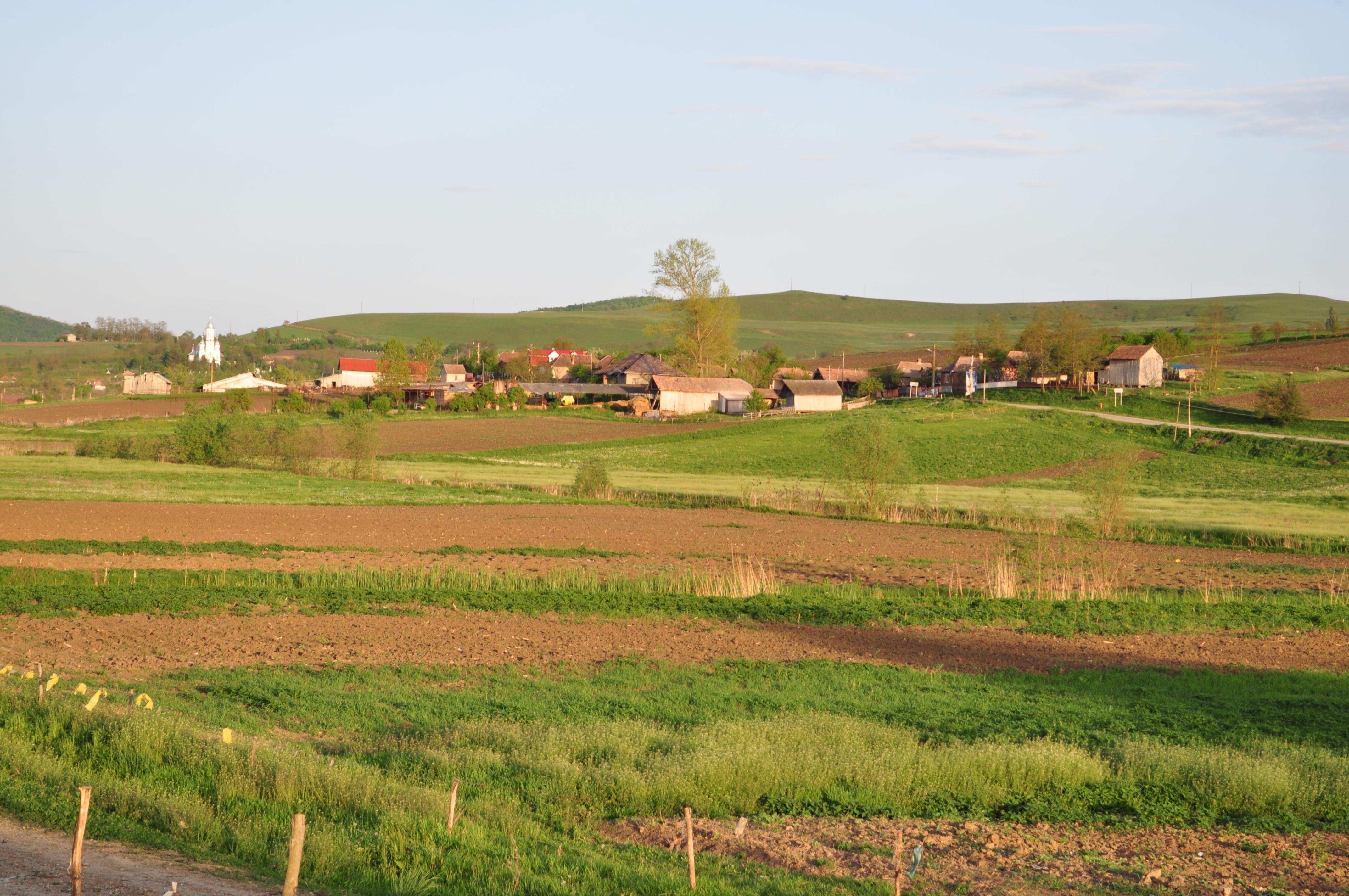
Cătina
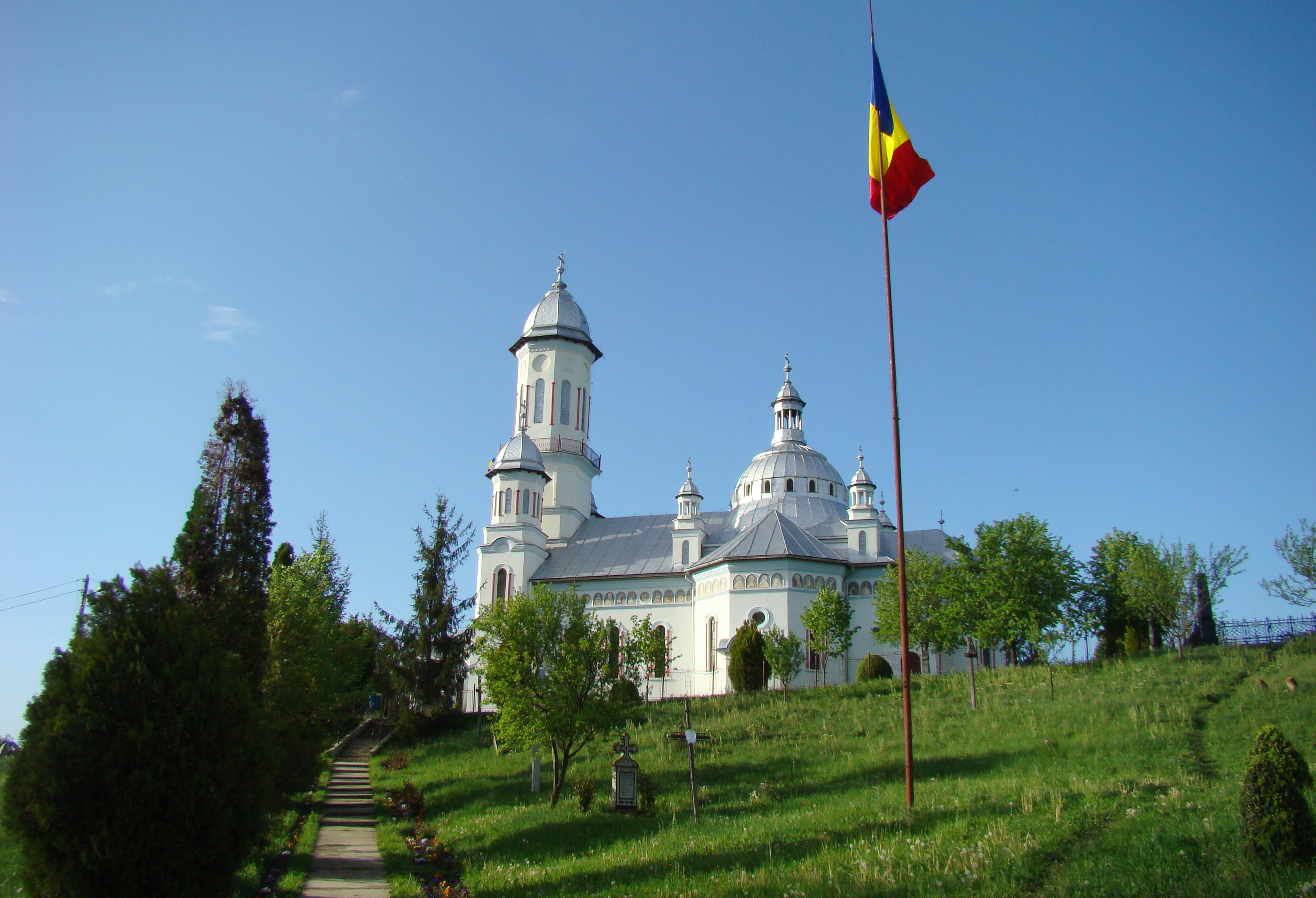
Biserica greco-catolică (din 1948, ortodoxă)
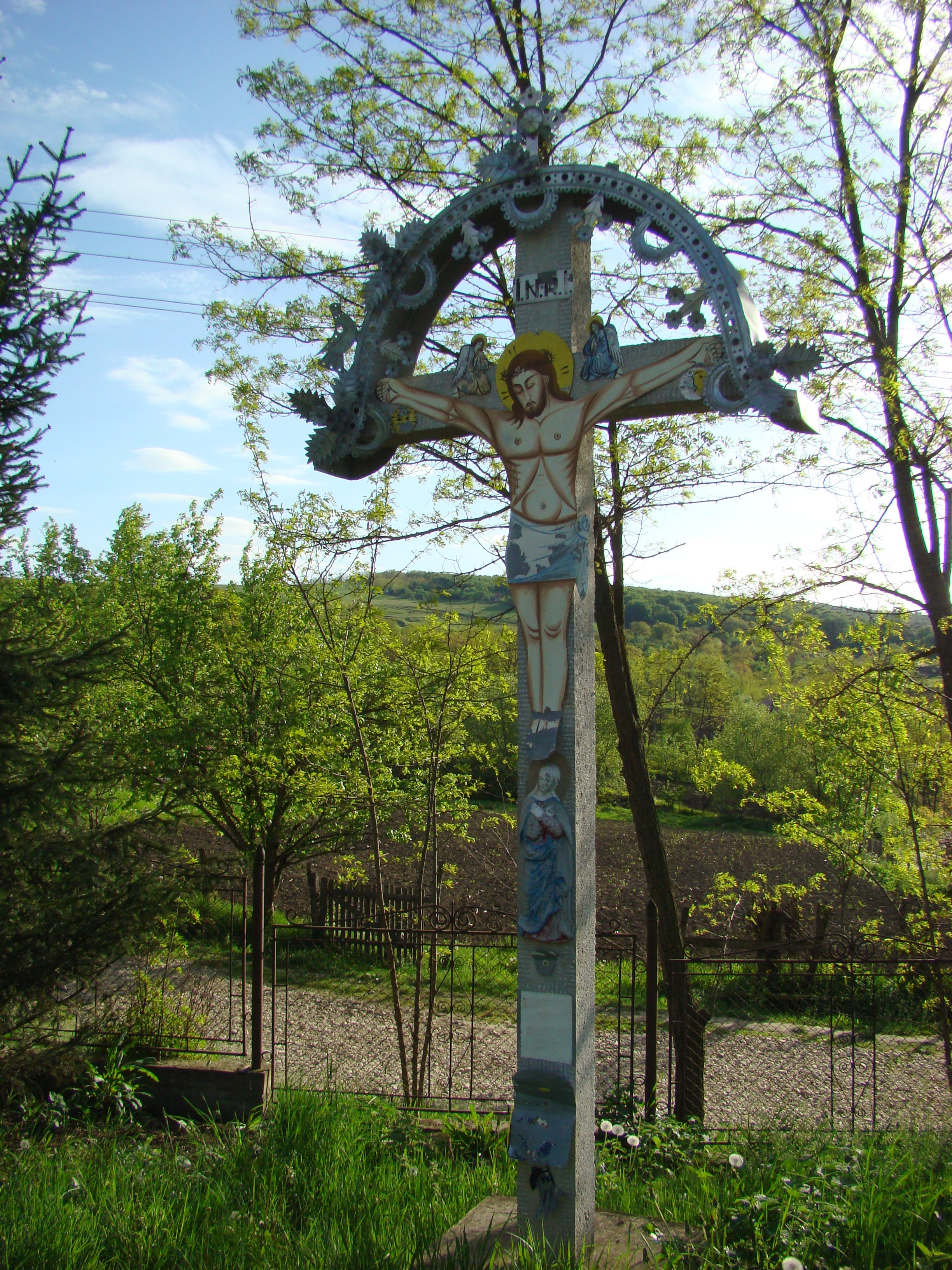
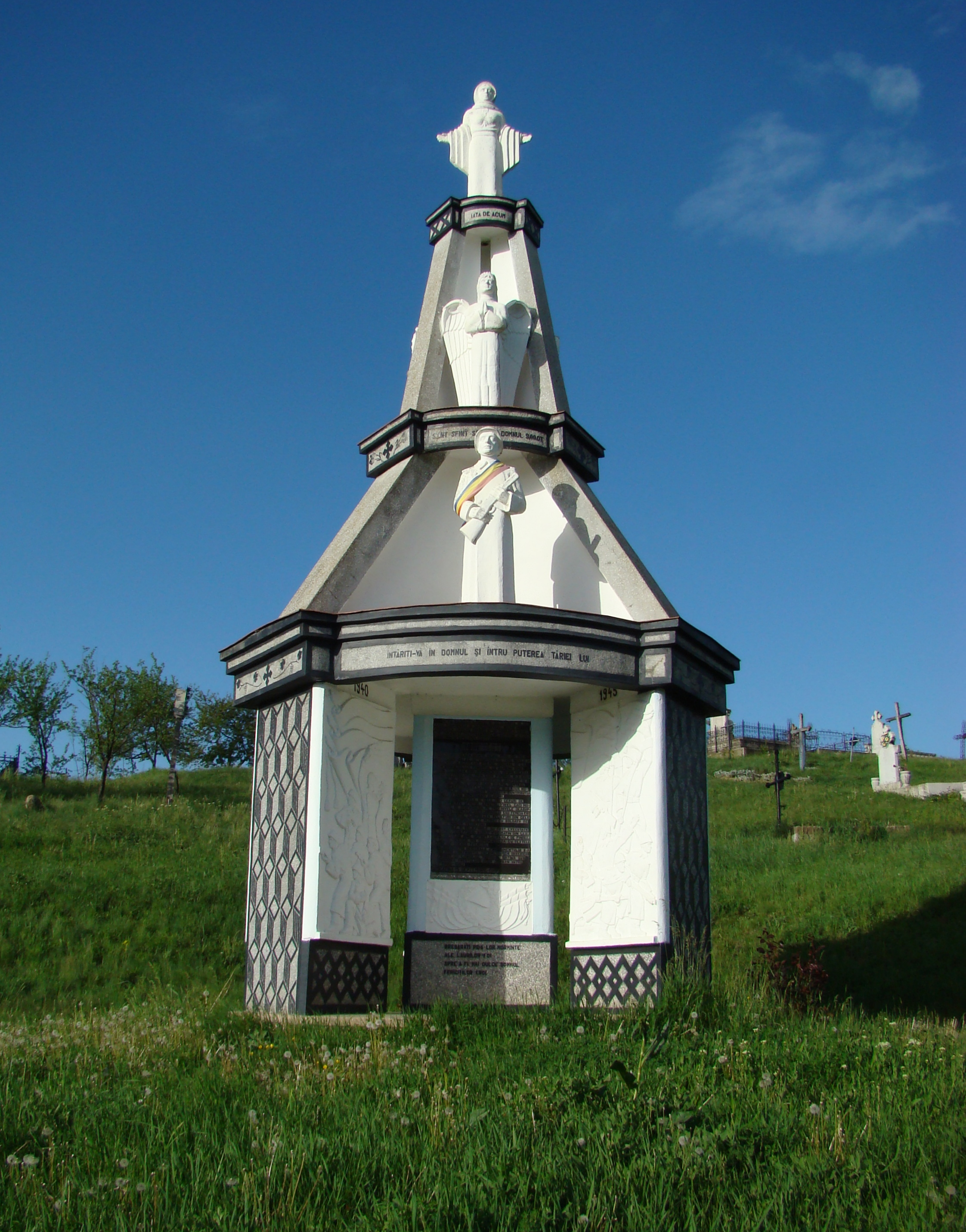
Monumentul Eroilor
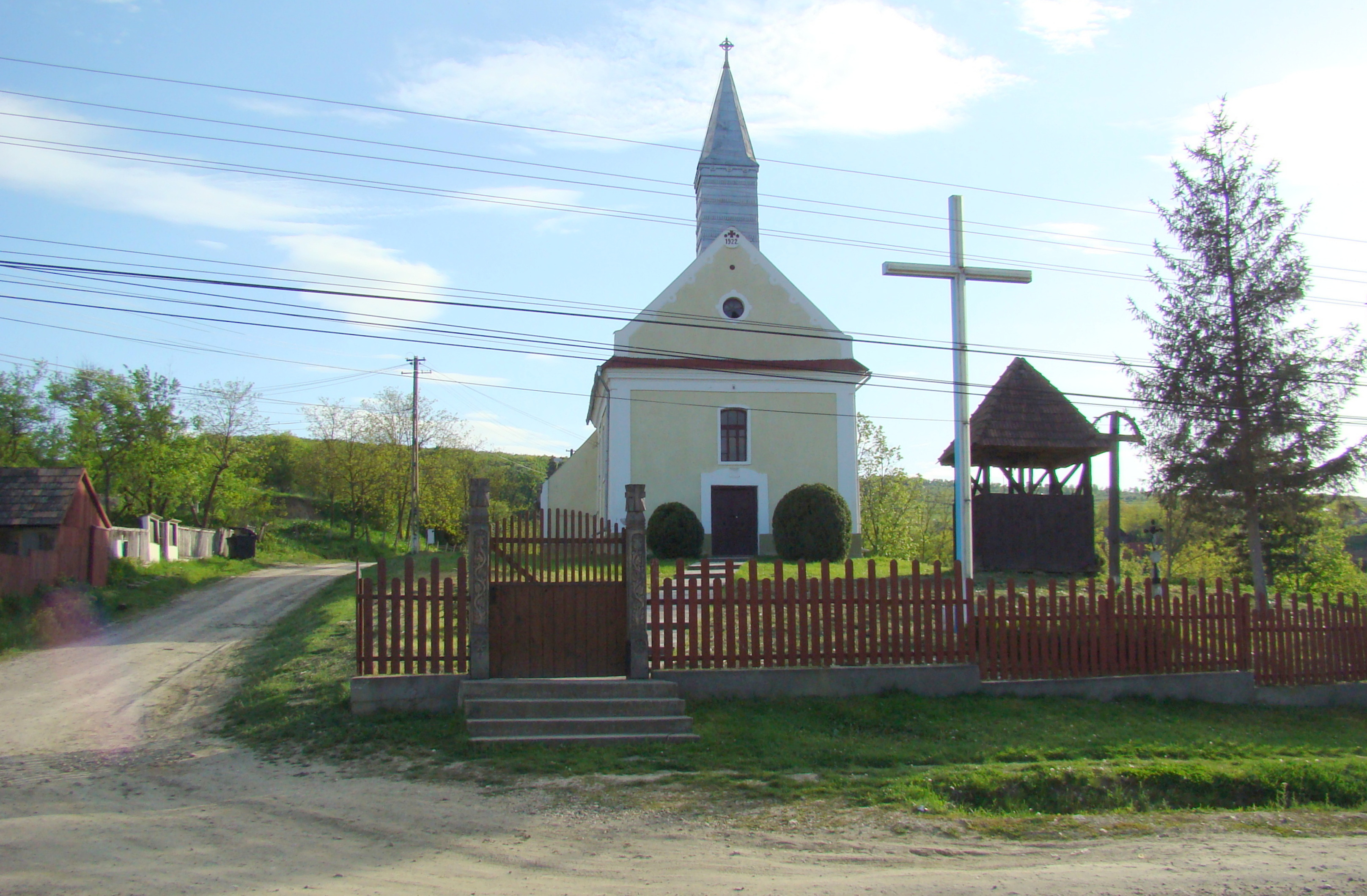
Biserica romano-catolică
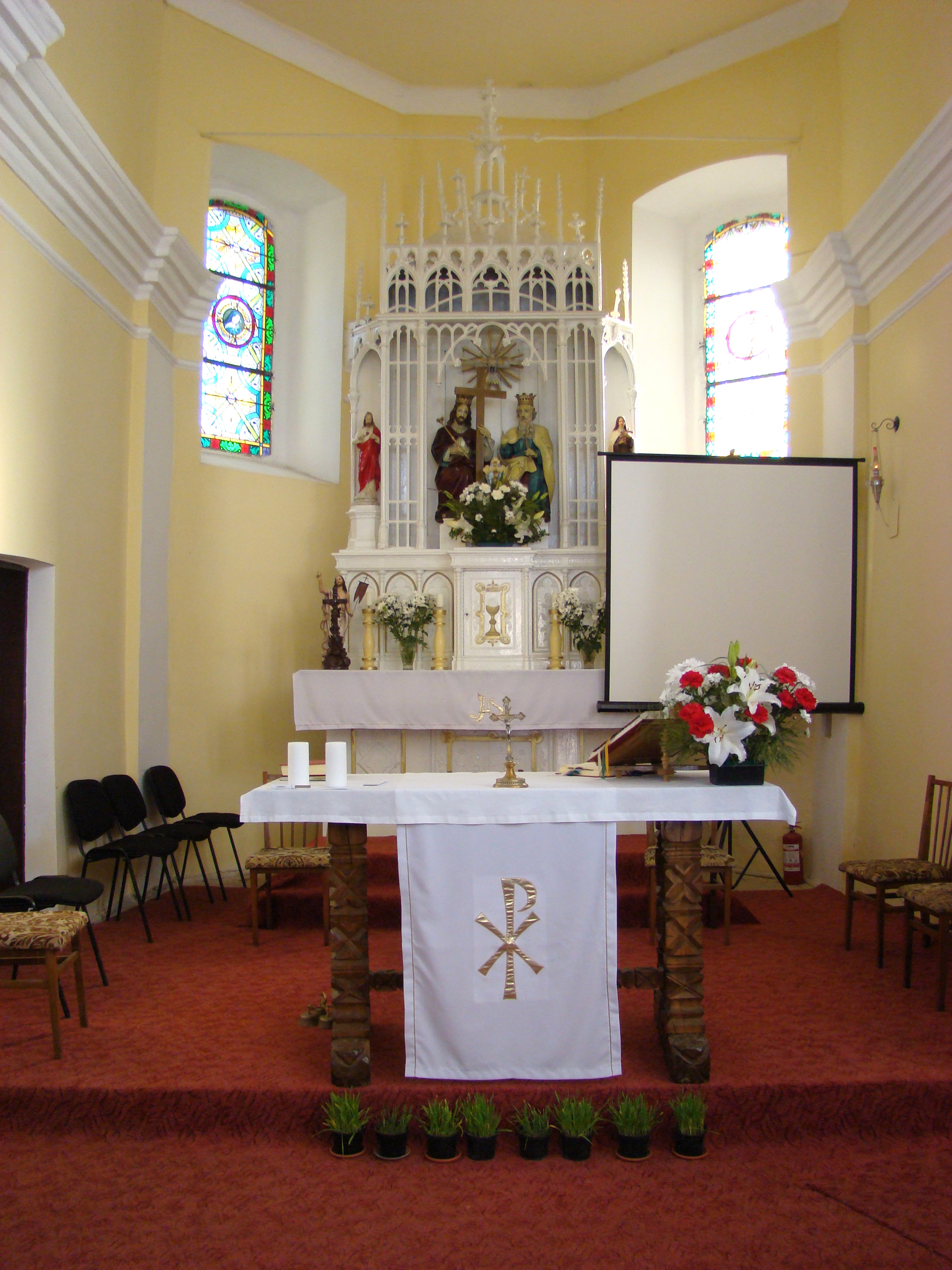
Biserica romano-catolică, altarul principal
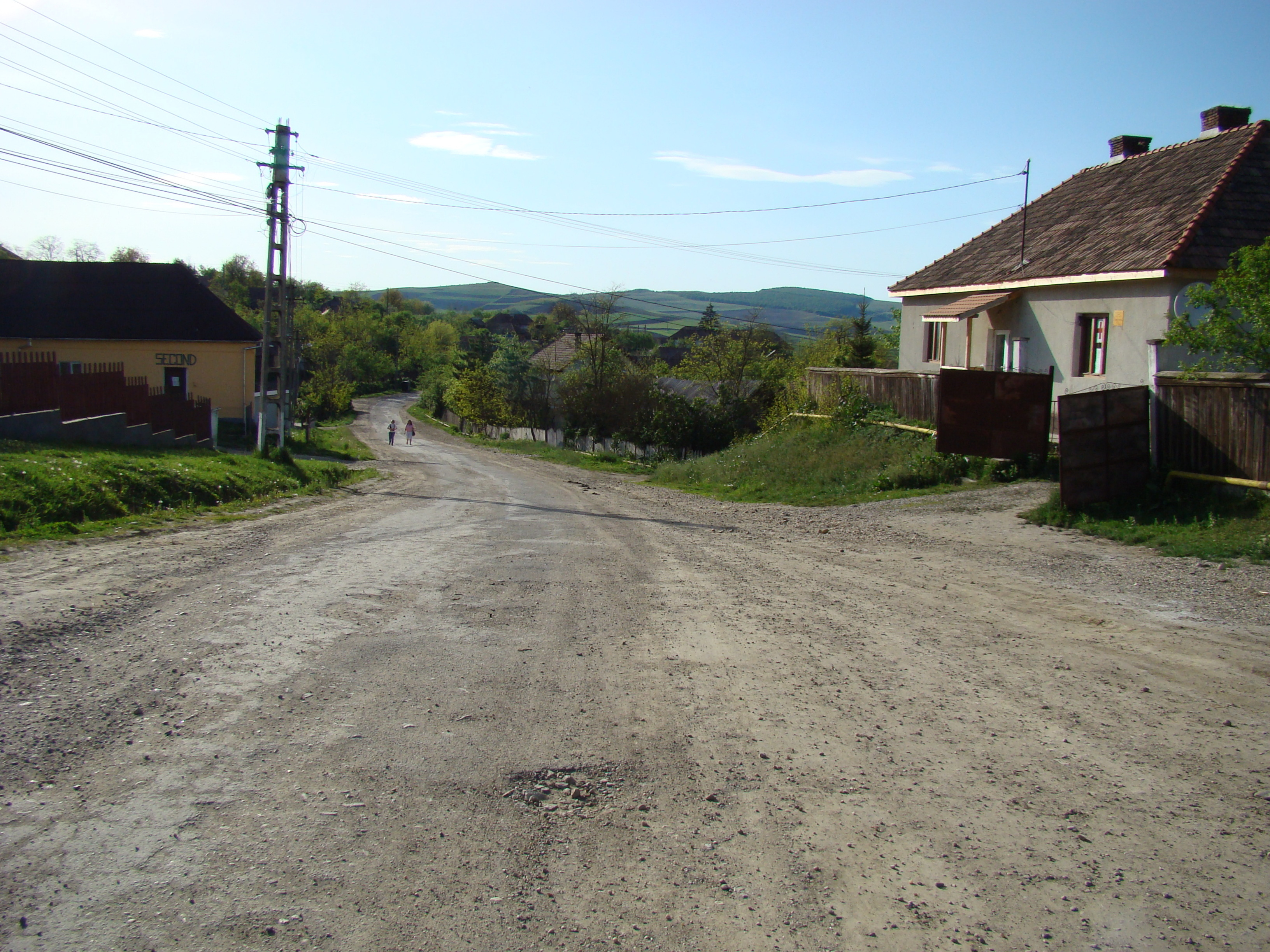
Cătina
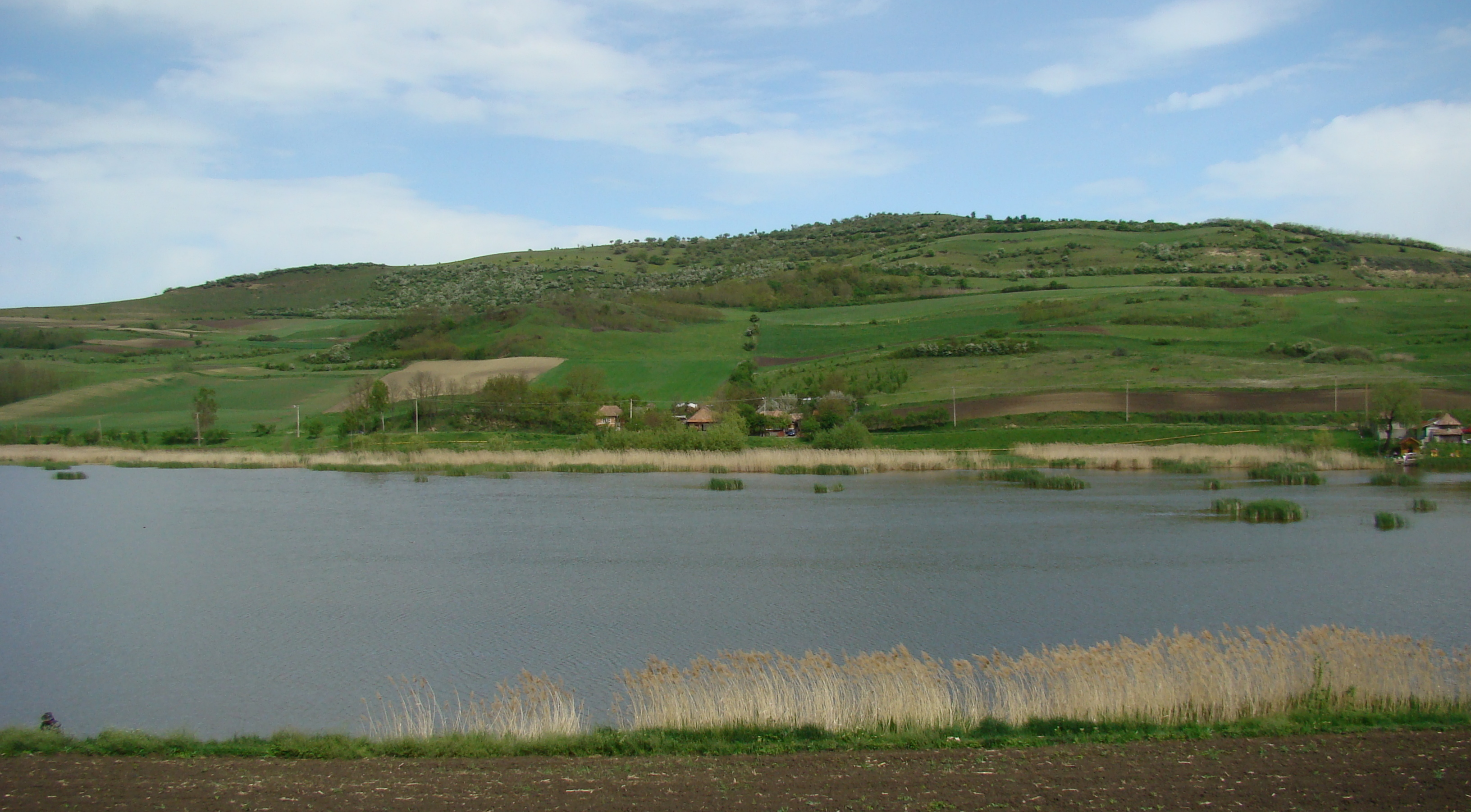
Hodaie
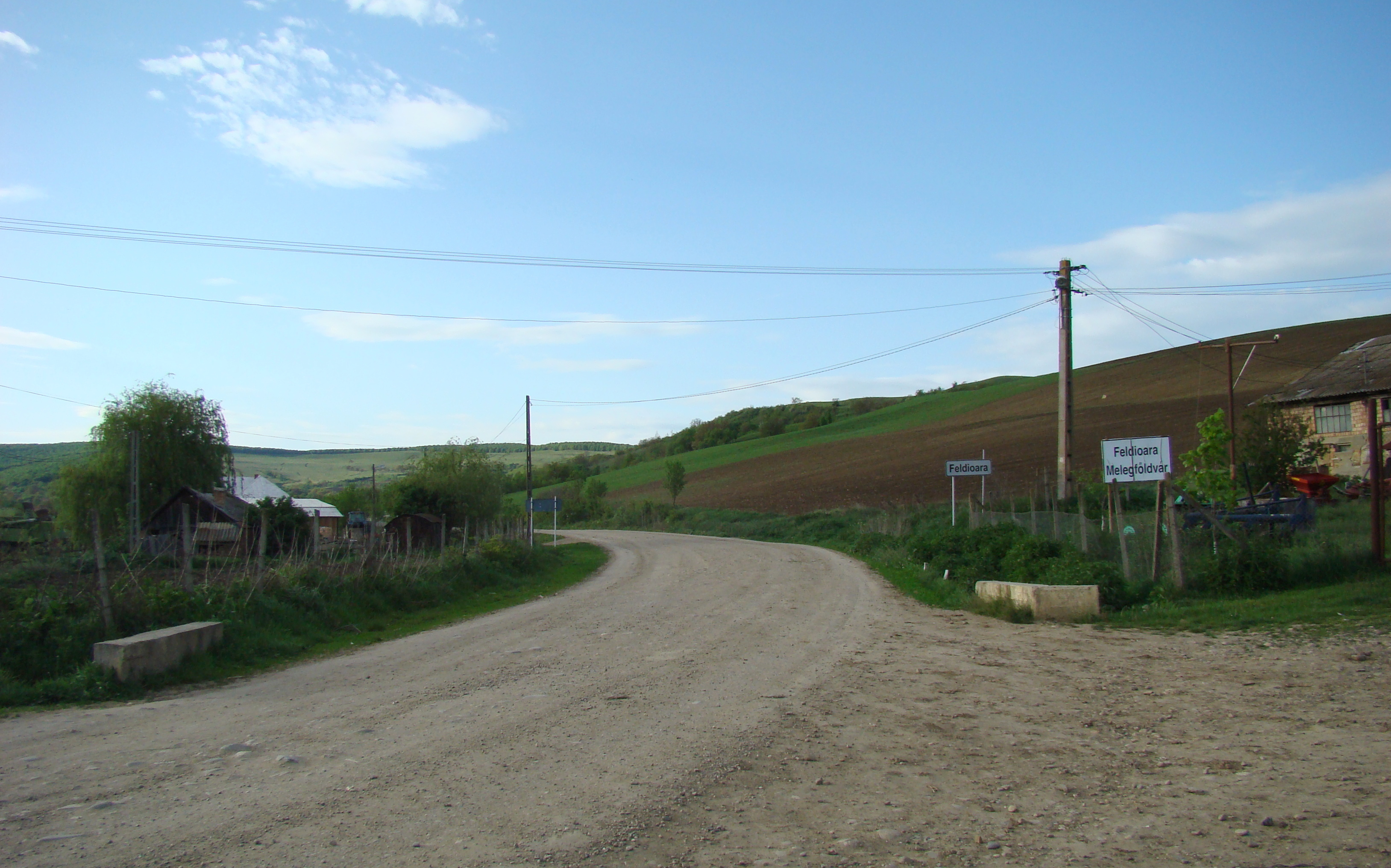
Feldioara
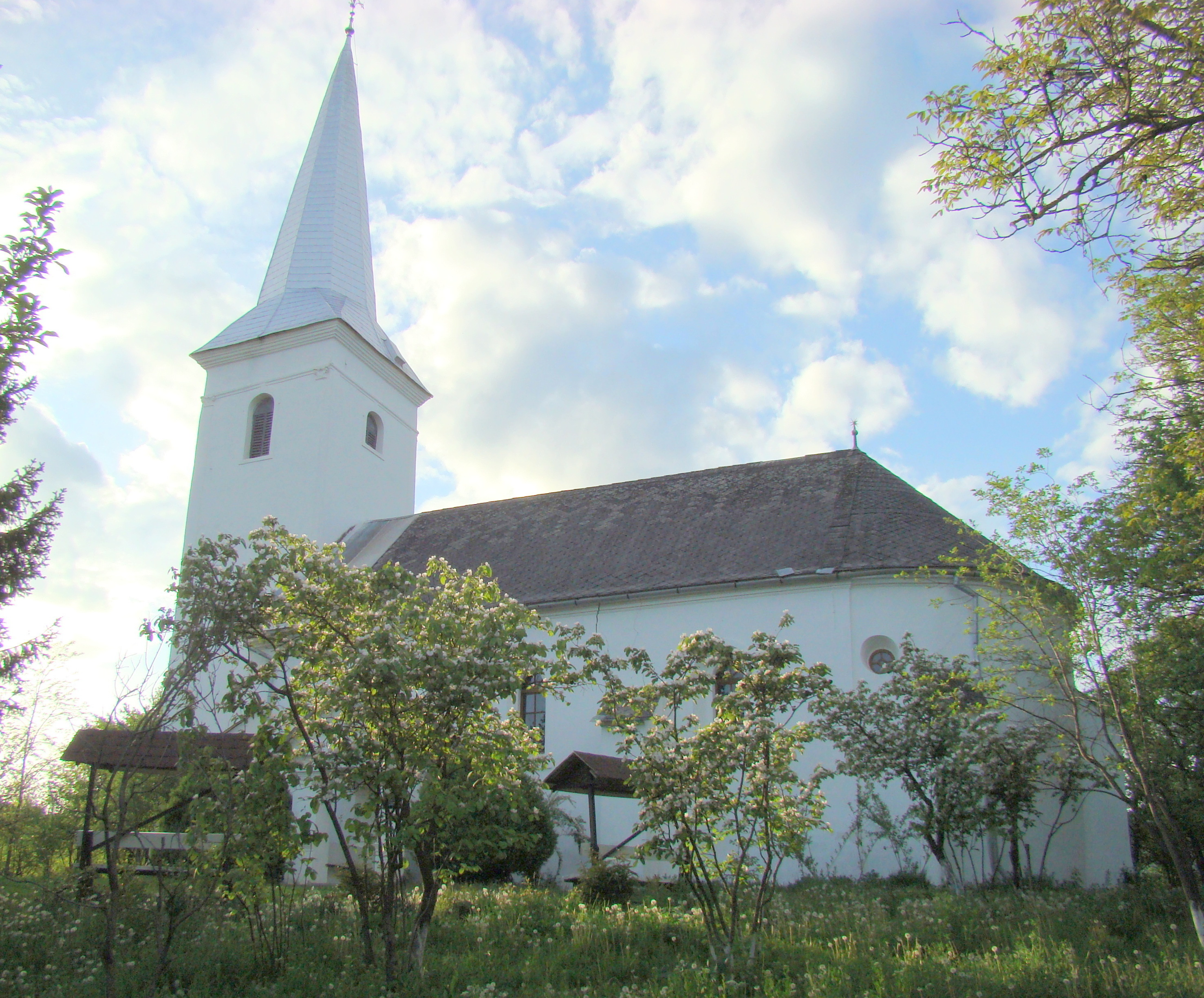
Biserica reformată din Feldioara
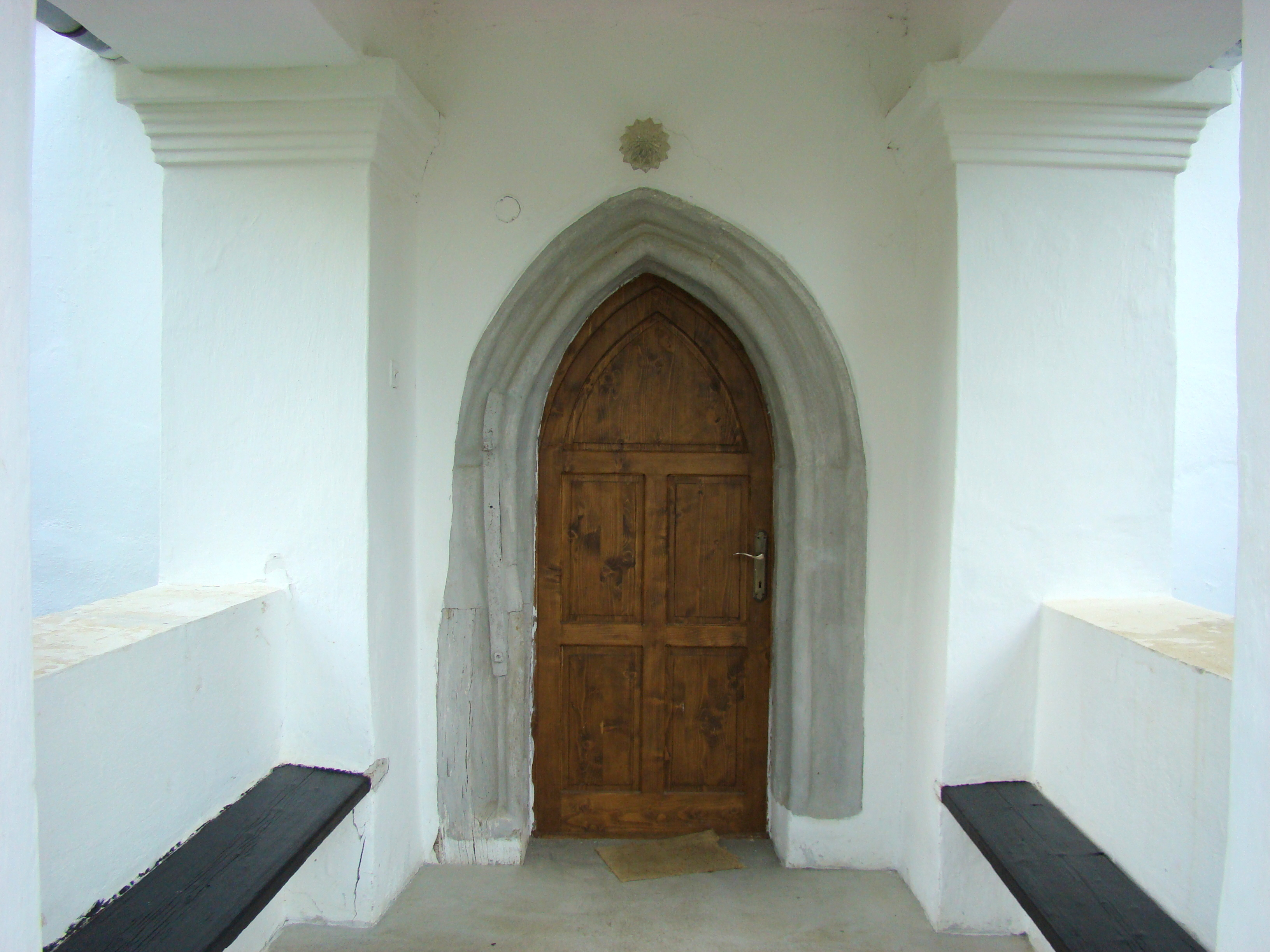
Portalul gotic în arc frânt
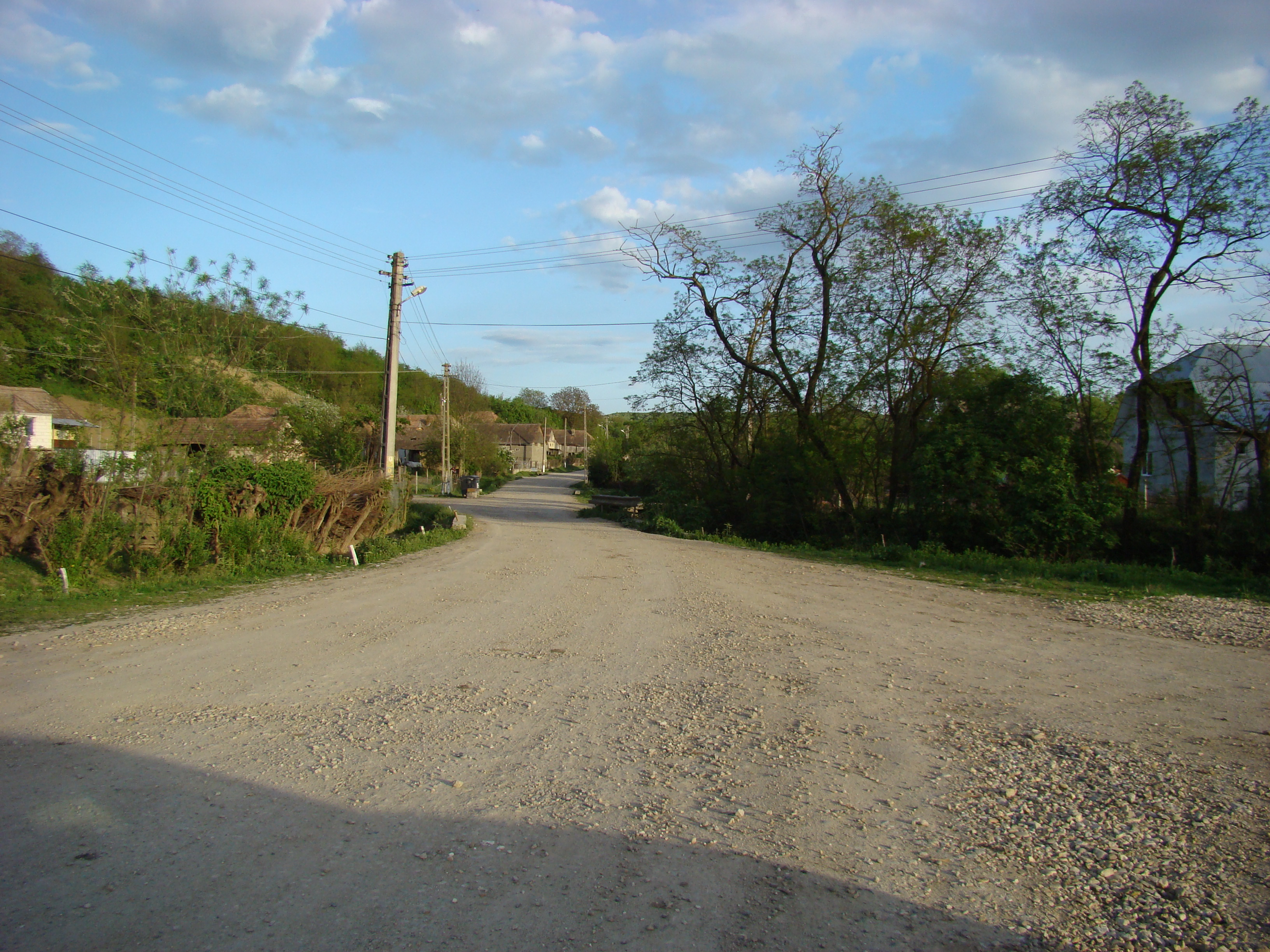
Feldioara
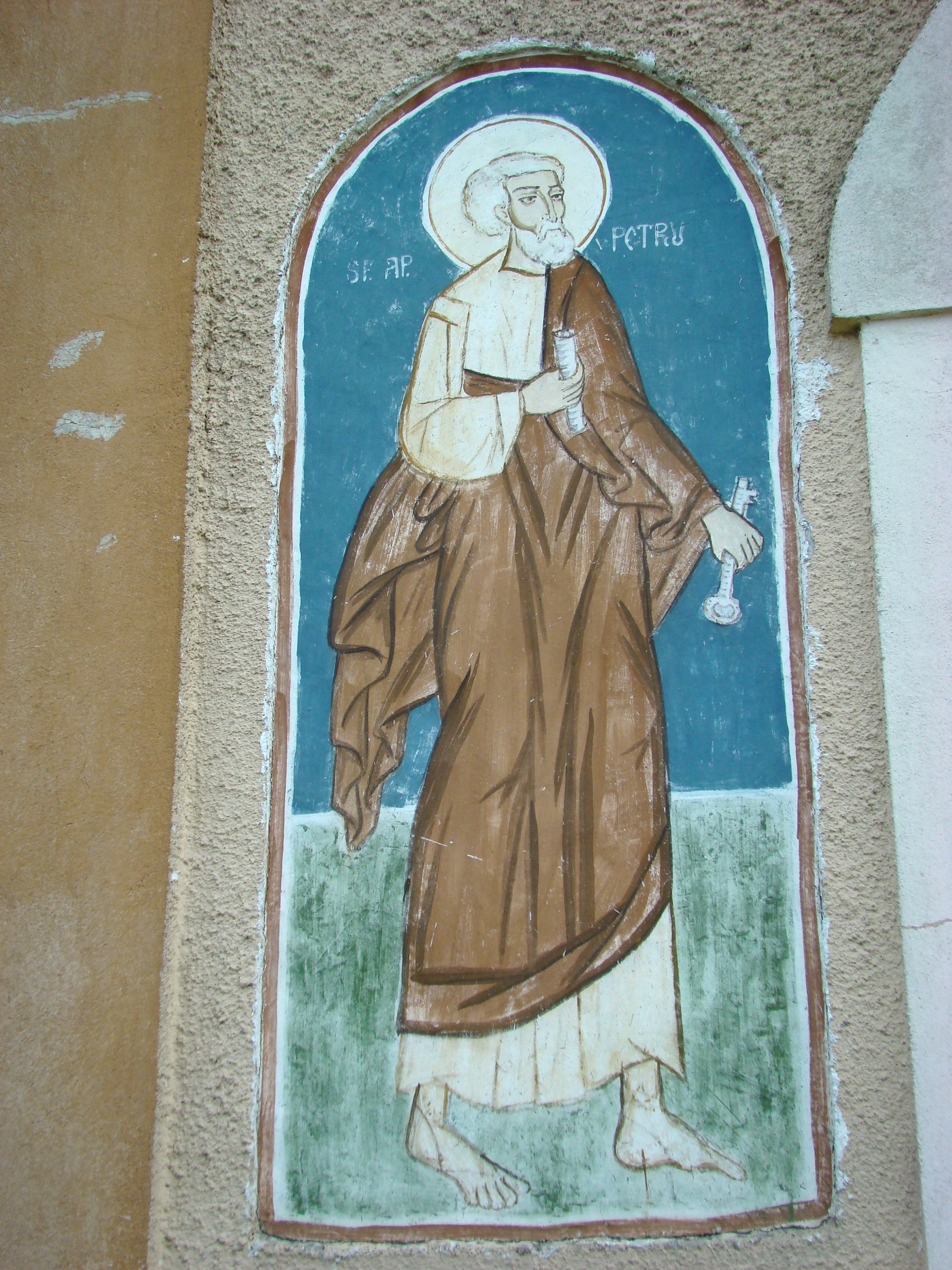
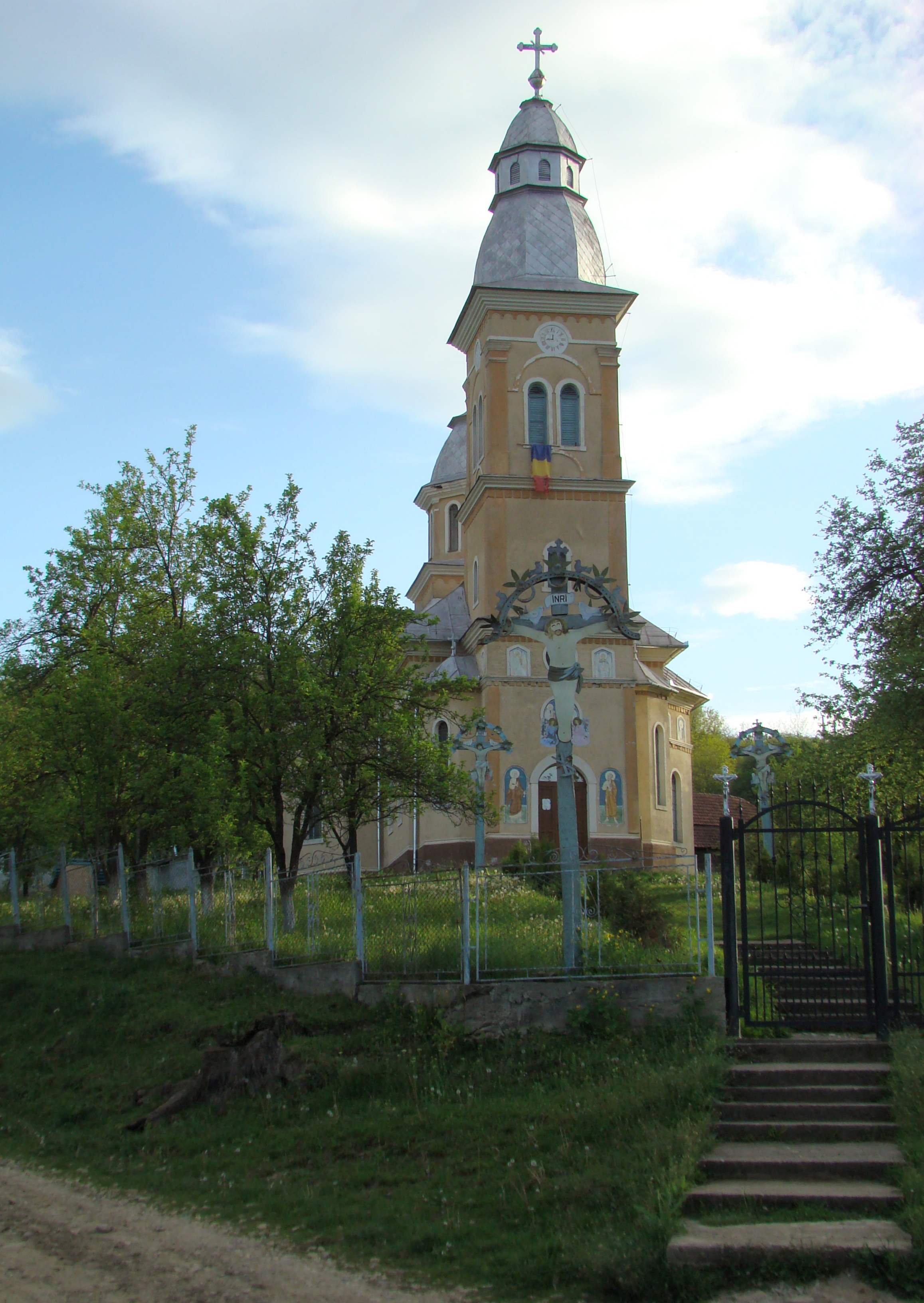
Biserica ortodoxă din Feldioara
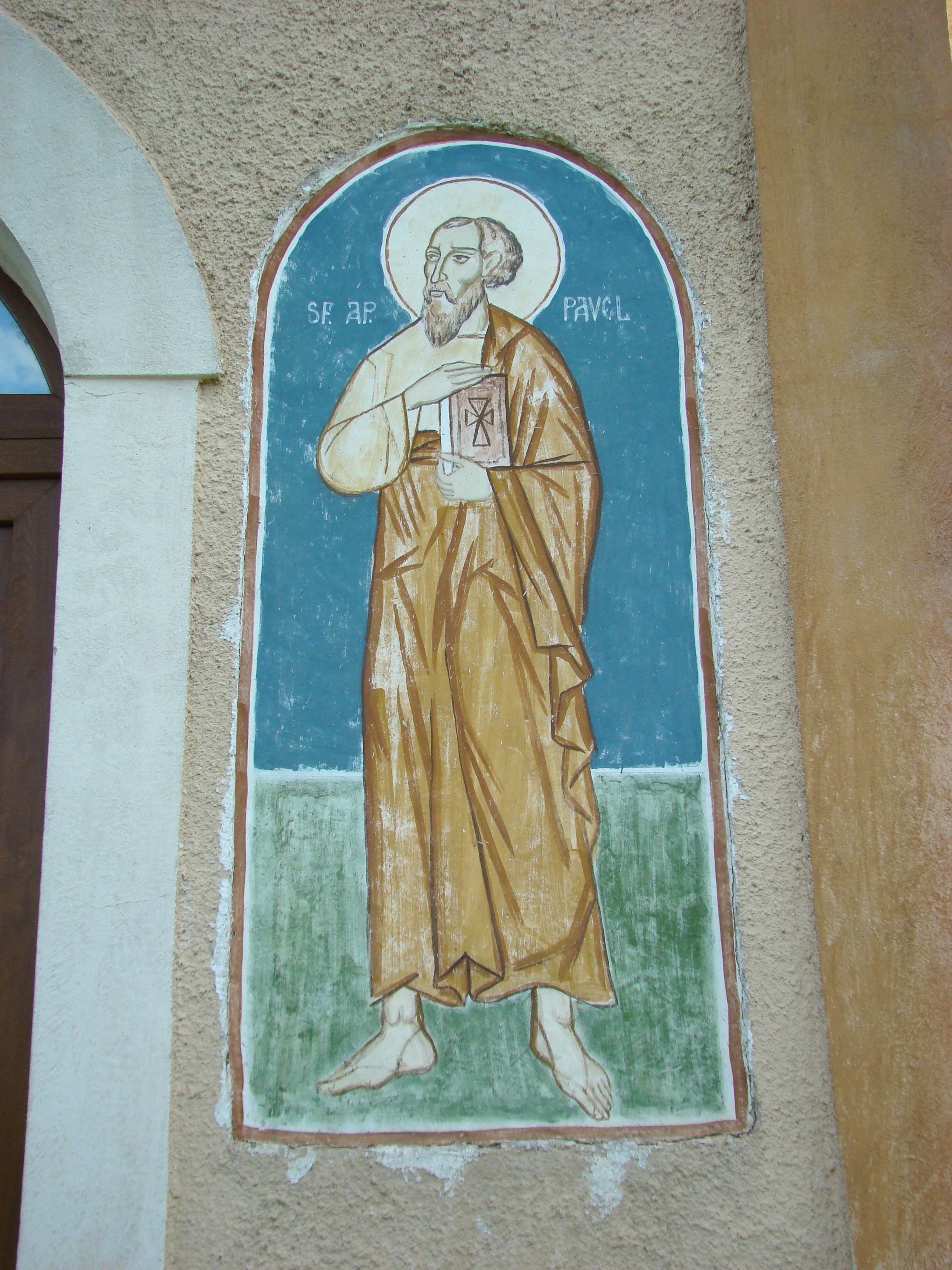